# Бейн, Конрад
Ко́нрад Стэ́ффорд Бейн (англ. Conrad Stafford Bain; 4 февраля 1923 — 14 января 2013) — канадско-американский актёр. Известен ролями Филлипа Дрюммонда в ситкоме Diff’rent Strokes и доктора Артура Хэрмона в ситкоме Maude.

## Биография
Бейн родился в Летбридже (Альберта, Канада), сын Джин Агнес (ур. Янг) и Стэффорда Харрисона Бейна, оптового торговца. Учился в Banff School of Fine Arts до службы в армии во время ВМВ.
Позже учился в Нью-Йорке в American Academy of Dramatic Arts вместе Чарльзом Дёрнингом и Доном Риклзом; натурализовался в 1946, перед выпуском в 1948.
Бейн умер 14 января 2013 года в своём доме в Ливерморе (штат Калифорния) естественной смертью.

## Семья
У Бейна было два сына и дочь с Моникой Слоун, на которой он женился в 1945 (она умерла в 2009). Его идентичный брат-близнец, Бонэр Бейн, играл Арнольда Хэрмона, брата-близнеца персонажа Конрада в Maude, д-ра Артура Хэрмона.